# Mesochytrium penetrans
Mesochytrium penetrans är en svampart som beskrevs av B.V. Gromov, Mamkaeva & Pljusch 2000. Mesochytrium penetrans ingår i släktet Mesochytrium och familjen Chytridiaceae.   Inga underarter finns listade i Catalogue of Life.